# Норма виробітку
Но́рмою ви́робітку називається кількість якісної продукції (в штуках, метрах, квадратних і кубічних метрах, тоннах), що повинен випустити через одиницю часу за даних засоби "праці робітник (або ланка)" відповідної професії та кваліфікації в умовах правильної організації виробництва і праці.